# 羅斯維爾 (艾奧瓦州)
羅斯維爾（英語：Rossville）是位於美國愛荷華州阿勒馬基縣的一個非建制地區。該地的面積和人口皆未知。